# Patricia Vinnicombe
Patricia Joan Vinnicombe (17 de marzo de 1932 – 30 de marzo de 2003) fue una arqueóloga y artista sudafricana, conocida por identificar y copiar las pinturas rupestres San en los valles y laderas del Drakensberg. Su trabajo transformó el estudio del arte sobre roca en una ciencia. También fue muy activa en ayudar a preservar el arte aborigen en el occidente de Australia.

## Comienzos y carrera
Vinnicombe nació en el Distrito de Mount Currie, East Griqualand, Provincia del Cabo, Sudáfrica, y creció en la granja West Ilsey en el distrito de Underberg, KwaZulu-Natal, rodeado de pinturas rupestres en las montañas Drakensberg. Hizo sus primeras copias de estas pinturas a la edad de 13 años. Fue a la escuela en Underberg y Pietermaritzburg.

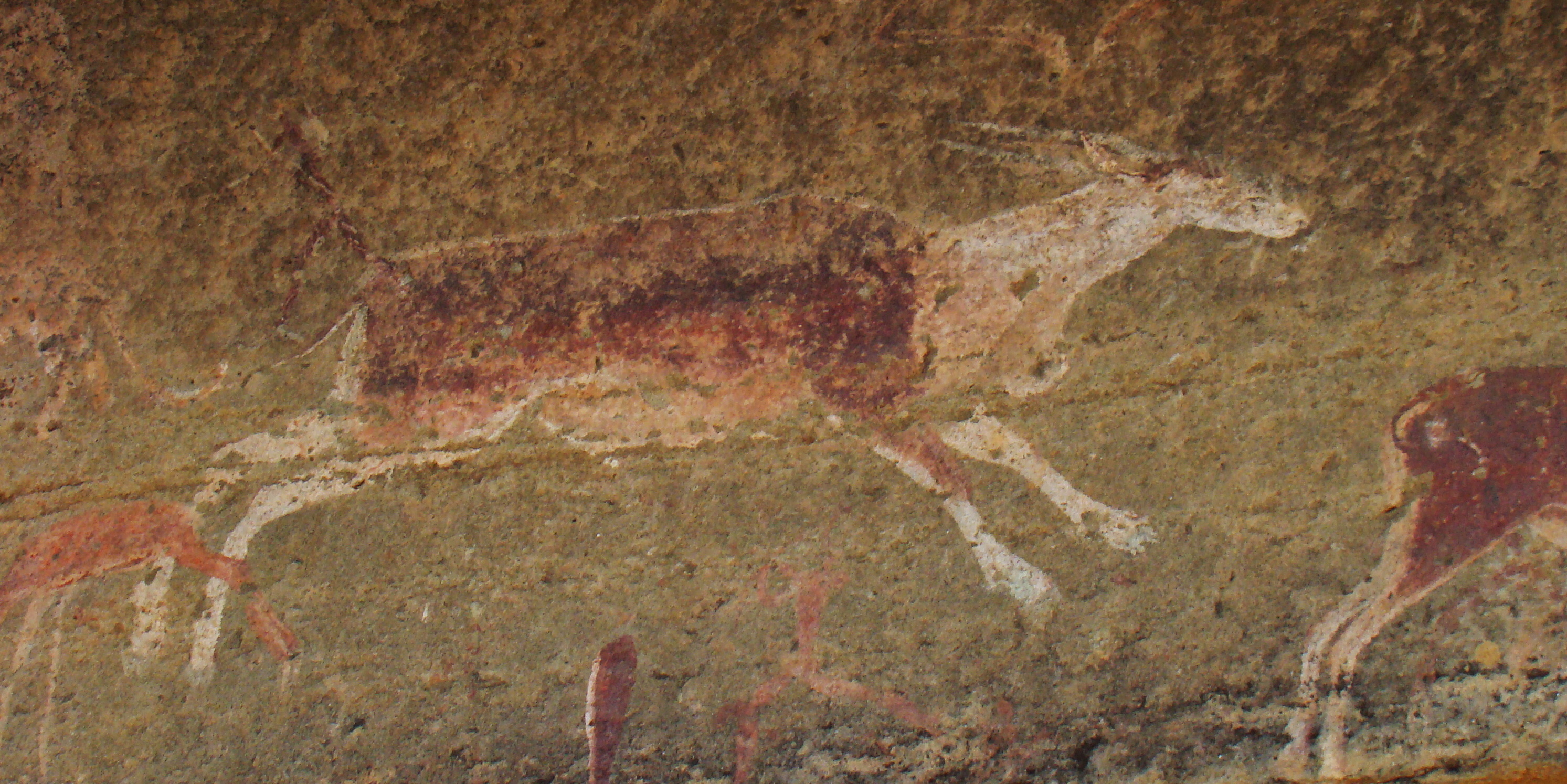
Pintura rupestre San de un eland.

Estudió en la Universidad de Witwatersrand (WITS) y obtuvo el título de terapeuta ocupacional en 1954 y luego trabajó como terapeuta en Londres. Sin embargo, el contacto con los paleoanatomistas Raymond Dart y Philip Tobias en WITS la llevó a concentrarse en el estudio de pinturas rupestres en la región de Drakensberg. Mientras estaba en WITS aprendió técnicas básicas de trazado de arte rupestre y desarrolló su propia técnica de trazado de arte rupestre utilizando polietileno y témpera de acuarela que  mezcló con un detergente como fijador.
Durante el tiempo que estuvo trabajando en Londres como terapeuta, también logró exhibir su trabajo en el Instituto Imperial. La respuesta positiva que recibió la exposición la llevó a desarrollar un método más detallado para copiar las pinturas, basado en 23 atributos. La credibilidad del método de Vinnicombe le brindó la oportunidad de regresar a Sudáfrica y trazar pinturas rupestres en el Drakensberg.

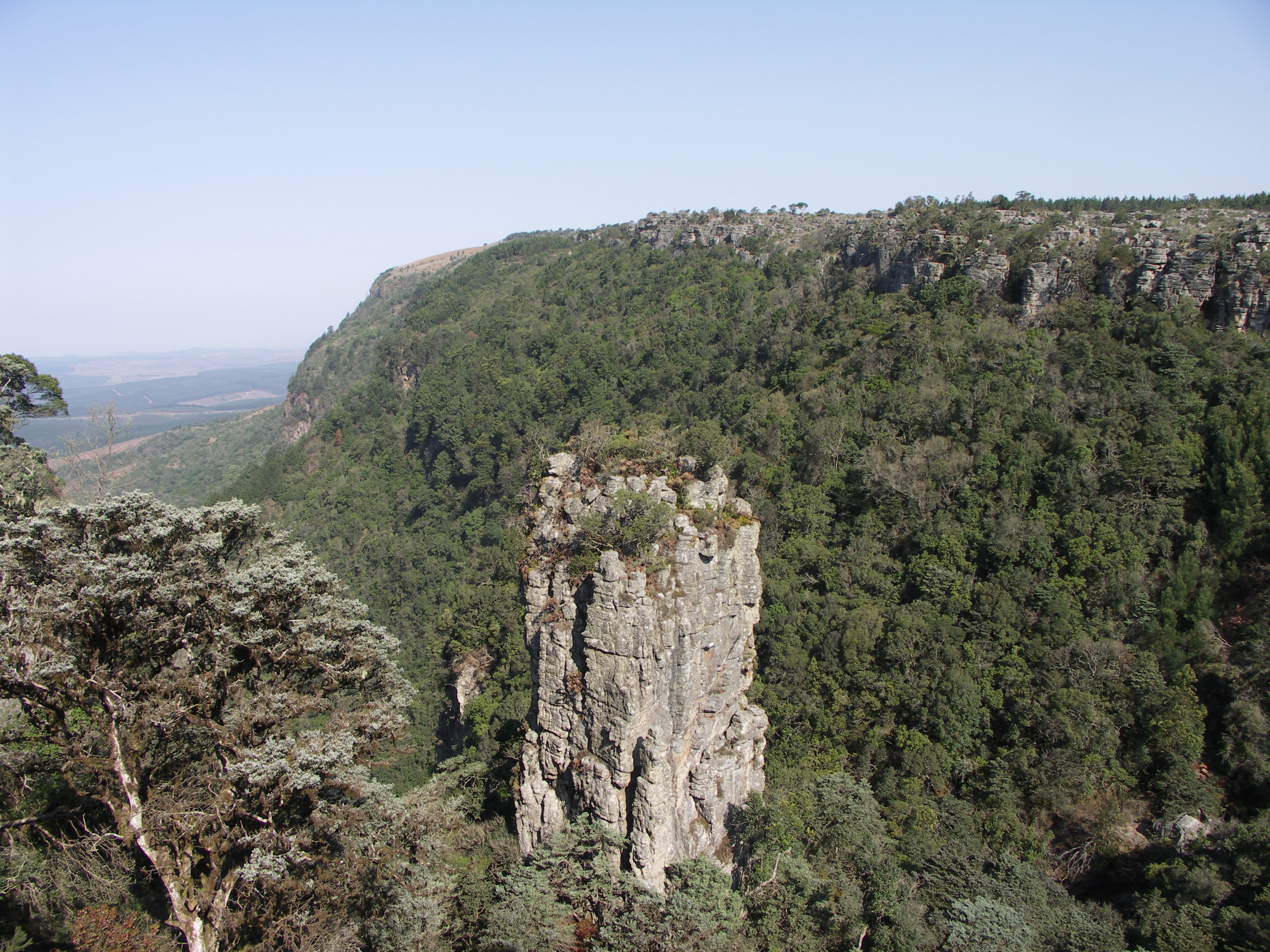
El Pináculo en las afueras de Graskop en el Drakensberg en Mpumalanga.

## El Drakensberg
En 1958, realizó un estudio detallado del Drakensberg para registrar todas las pinturas rupestres que contiene. Esta investigación fue patrocinada por el Consejo de Investigación de Ciencias Humanas y se realizó bajo la supervisión de B.D. Malan, secretario de la Comisión de Monumentos Históricos. Diseñaron un programa de análisis numérico que podría realizarse utilizando tarjetas perforadas.
Fue mientras trabajaba en Drakensberg cuando Vinnicombe conoció al arqueólogo Patrick Carter que había estado excavando en Lesoto y KwaZulu-Natal. Se casaron en 1961 y cuando regresaron a Cambridge, Inglaterra, recibió una beca de investigación en Clare Hall. Esto le permitió continuar analizando los datos que había recopilado en el Drakensberg.
Ejercieron gran influencia en ella  la teoría antropológica y los antropólogos Edmund Leach e Isaac Schapera así como el arqueólogo Peter Ucko. Esto la llevó a explorar registros de la historia, la vida y las creencias de los bosquimanos.

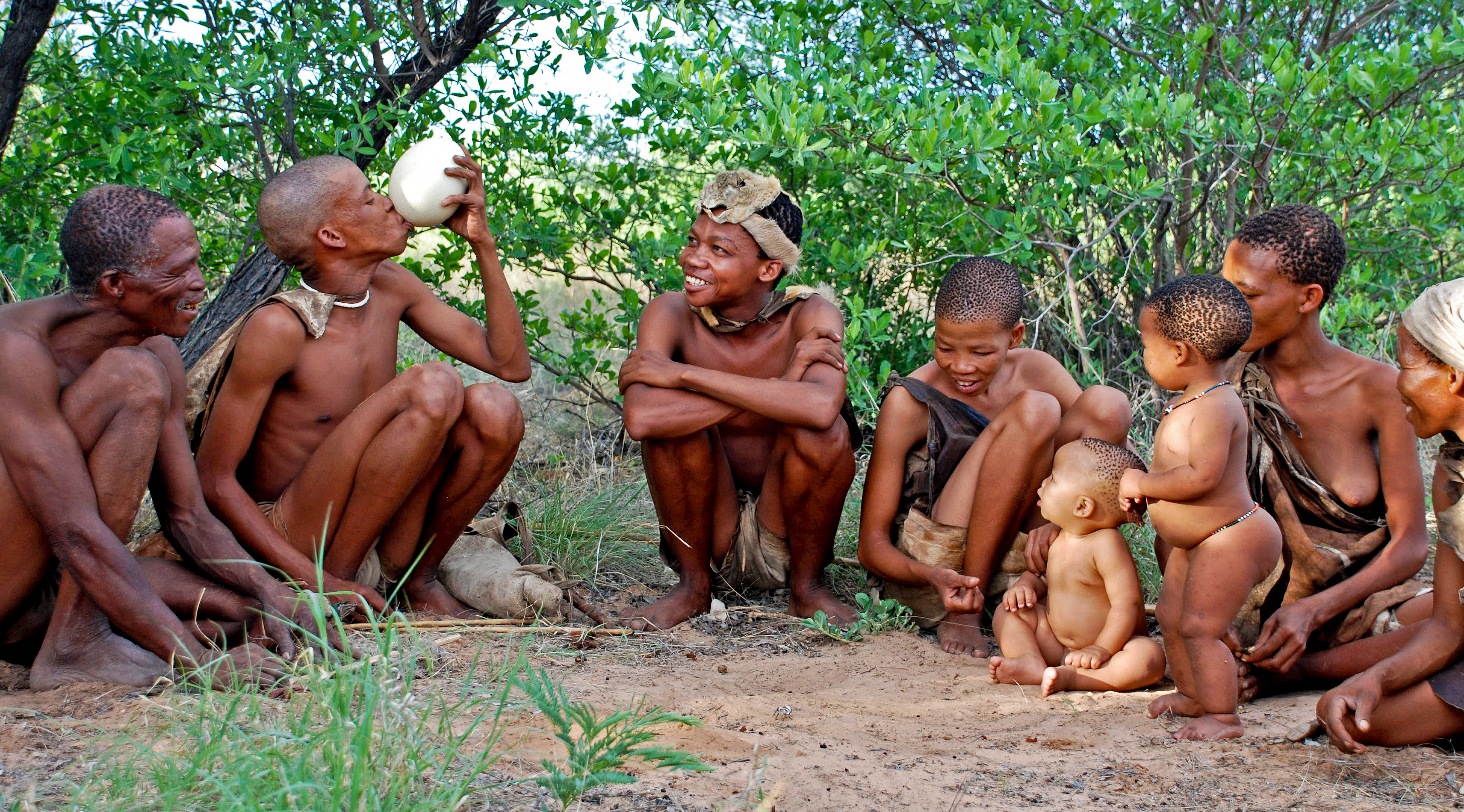
Familia de bosquimanos.

En 1967, el Boletín Arqueológico de Sudáfrica publicó su metodología y el South African Journal of Science publicó resultados preliminares de entre las 8.478 imágenes que había grabado. El estudio indicó que el arte de diferentes regiones podría compararse usando técnicas numéricas. Esta idea finalmente transformaría el estudio del arte rupestre sudafricano en una búsqueda científica.
En 1972 publicó el artículo Mito, motivo y selección en el Arte Sudafricano en la cual combina la etnografía y arte rupestre  bosquimano con especial énfasis en las imágenes del antílope eland, la imagen más comúnmente representada por el arte rupestre bosquimano.

## Trabajos de su autoría
- Vinnicombe, Patricia (2013). People of the Eland. Johannesburg: Witwatersrand University Press Publication. ISBN 9781868144976.
- Vinnicombe, Patricia. (1976) "People of the eland: rock paintings of the Drakensberg Bushmen as a reflection of their life and thought." University of Natal Press
- Vinnicombe, Patricia. (1972) "Myth, motive, and selection in southern African rock art." Africa 42.03 : 192-204.
- Vinnicombe, Patricia. (1967) "Rock-painting analysis." The South African Archaeological Bulletin : 129-141.
- Vinnicombe, Patricia. (1972) "Motivation in African rock art." Antiquity 46.182 (1972): 124-133.
- Vinnicombe, Patricia. (1987) "Dampier archaeological project: resource document, survey and salvage of aboriginal sites, Burrup Peninsula, Western Australia" : for Woodside Offshore Petroleum Pty Ltd. Western Australia Museum
- Vinnicombe, Patricia. (1975) "The ritual significance of eland (Taurotragus oryx) in the rock art of southern Africa." Les religions de la préhistoire: actes du Valcamonica symposium.
- Vinnicombe, Patricia. (1971) "A Bushman hunting kit from the Natal Drakensberg." Southern African Humanities 20.3 : 611-25.
- Vinnicombe, Patricia. (1967) "The recording of rock paintings-an interim report." South African Journal of Science 63:282-284.
- Vinnicombe, Patricia (1986) "Rock art, territory and land rights." In Biesele, M., Gordon, R & Lee, R (eds.) The past and future of Kung ethnography: critical reflections and symbolic perspectives. Essays in honour of Lorna Marshall. Hamburg: Helmut Buske Verlag:275-309.
- Vinnicombe, P & Moaljarlai, D. (1995) "That rock is a cloud: concepts associated with rock images in the Kimberley region of Australia." In K. Helskog & B. Olsen (eds.) Perceiving rock art: social and political perspectives pp. 228-246.